# Bagheera (zoologia)
Bagheera Peckham & Peckham, 1896 è un genere di ragni appartenente alla famiglia Salticidae.

## Etimologia
Il nome del genere deriva da Bagheera, personaggio in forma di pantera nera de Il libro della giungla e Il secondo libro della giungla di Rudyard Kipling.
Vi sono altri tre generi di ragni della famiglia Salticidae che condividono questa peculiarità: Akela, Messua e Nagaina.

## Distribuzione
Le quattro specie note di questo genere sono diffuse negli Stati Uniti d'America, in Messico, in Guatemala ed in Costa Rica.

## Tassonomia
A giugno 2014, si compone di quattro specie:
- Bagheera kiplingi Peckham & Peckham, 1896[3] — Messico, Guatemala
- Bagheera laselva Ruiz & Edwards, 2013 — Costa Rica
- Bagheera motagua Ruiz & Edwards, 2013 — Guatemala
- Bagheera prosper (Peckham & Peckham, 1901) — USA, Messico